# Station Kalwaria Zebrzydowska
Station Kalwaria Zebrzydowska is een spoorwegstation in de Poolse plaats Kalwaria Zebrzydowska.